# Raymond Chow
Raymond Chow (Hong Kong, 8 ottobre 1927 – Hong Kong, 2 novembre 2018) è stato un produttore cinematografico cinese.
È uno dei più importanti e influenti produttori di film nella storia del cinema per aver lanciato con successo le arti marziali e il cinema di Hong Kong sullo stage internazionale. Come fondatore della Golden Harvest, produce i successi di alcune delle più grandi star di sempre come Bruce Lee, Jackie Chan, Tsui Hark e molti altri. Fu socio al 50% con Bruce Lee per una casa di produzione, la Concord Production Inc. fondata dallo stesso Lee.

## Biografia

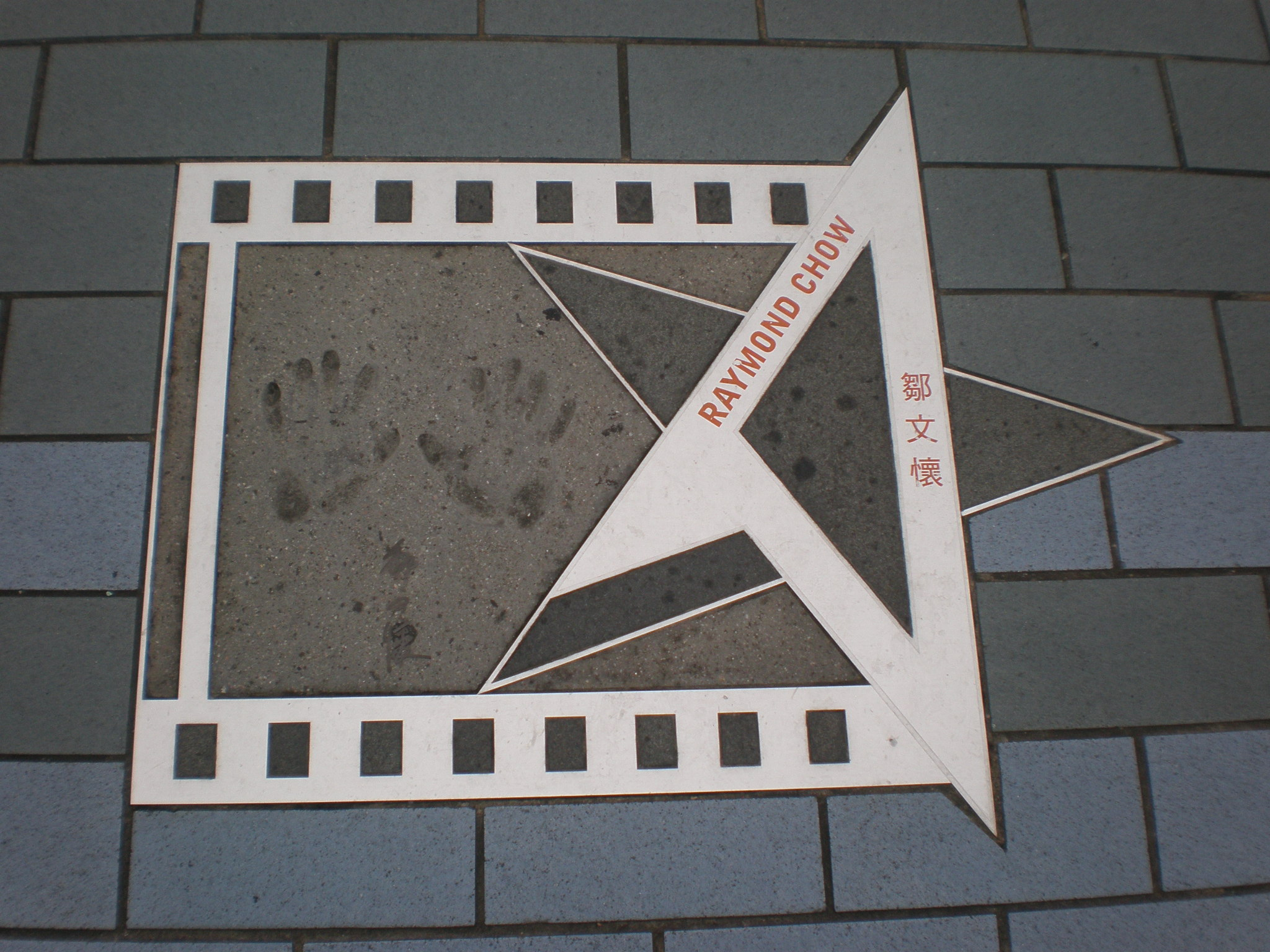
Raymond Chow nell' Avenue of Stars di Hong Kong.

Chow è un cittadino cinese. Andò a studiare alla "Shanghai St John's University", si laureò in giornalismo nel 1949. Nel 1951 entrò a lavorare nella radio americana Voice of America. Ha praticato arti marziali sotto la guida del maestro Lam Sai-wing.
Chow è stato il direttore della pubblicità e della produzione principale della Shaw Brothers tra il 1958 e il 1970. Affittò la Cathay's studio la catena di 104 cinema nel sud est asiatico. In quel periodo la Cathay era predominante nell'industria malese di film. 
Quando la Cathay era ricercata dalle associazioni delle compagnie ad Hong Kong, Chow lasciò la Shaw Brothers per stabilirsi nella Golden Harvest nel 1970. Diventando un serio competitore per la Shaw Brothers. Sotto la direzione di Chow, la Golden Harvest diventò un punto di riferimento per il cinema di Hong Kong ed i botteghini per due decenni, dagli anni settanta agli anni ottanta.

## Filmografia parziale
- Il furore della Cina colpisce ancora (Tang shan da xiong / The Big Boss), regia di Lo Wei e Chia-Hsiang Wu (1971)
- Dalla Cina con furore (Jing wu men / Fist of fury), regia di Lo Wei (1972)
- L'urlo di Chen terrorizza anche l'occidente (Meng long guo jiang/ Way of the Dragon), regia di Bruce Lee (1972) e co-prodotto da Bruce Lee per la Concord Production Inc.
- I 3 dell'Operazione Drago (Enter the Dragon), regia di Robert Clouse (1973) e co-prodotto da Bruce Lee per la Concord Production Inc.
- L'ultimo combattimento di Chen (Game of Death), regia di Robert Clouse (1978) e co-prodotto da Concord Production Inc. (Bruce Lee viene fatto comparire usando materiale di archivio)
- La corsa più pazza d'America (The Cannonball Run), regia di Hal Needham (1981)
- La corsa più pazza d'America n. 2 (The Cannonball Run II), regia di Hal Needham (1984)